# FOR YOUR LOVE
『FOR YOUR LOVE』（フォー・ユア・ラヴ）は、1985年6月19日に発売された、ALFEE通算9枚目のオリジナル・アルバム。

## 概要
本作はALFEEのフルアルバムで唯一シングル曲が含まれないアルバムで唯一オリコンチャートアルバム1位獲得作品。

## 楽曲解説
2曲目「真夏のストレンジャー」はシングル・カットされていないにも拘わらず、「全日空夏の北海道キャンペーン」のCMソングになった。プロモーション用シングルがテレビ・ラジオ局や有線に配布されただけだが、『ザ・ベストテン』では、ハガキによるベストテンで第5位にランクインする快挙を成し遂げた。
3曲目「あなたがそばにいれば」はライヴハウス時代から演奏されていた楽曲で、当時のタイトルは「あなたがいれば」。
4曲目「SWEET HARD DREAMER」は『ALFEE'S LAW』『THE RENAISSANCE』から3作連続で収録される桜井リード・ヴォーカルのスピード・メタル・ナンバーの3作目。また、桜井ヴォーカル楽曲の中でも屈指の高音楽曲で、レコーディングの際は高見沢から中々OKが出ず、桜井は上半身裸になって絶叫しながら歌った逸話がある。
6曲目「裏切りへの前奏曲」は、1988年に公開された日中合作映画『孔雀王』のテーマ曲としてヴォーカルのみ英語に差し替えた英語ヴァージョン「FOR YOUR LOVE」が採用された。当ヴァージョンは、当時発売のサウンド・トラック盤だけの収録だったため長年入手困難であったが、2013年発売『TIE-UP 〜Collaboration History〜』に収録された。
7曲目「あなたの歌が聞こえる」は、レコード収録前は「From Radio」というタイトルでライヴで歌われていた。高見沢は映画音楽をイメージして作ったと語った。前述の「真夏のストレンジャー」プロモーション盤B面に収録された。
8曲目「恋の炎」は、坂崎と高見沢のスイッチ・ヴォーカルによるHM/HRナンバー。「ラジカル・ティーンエイジャー」以来、坂崎の後輩である東京都立墨田川高等学校フォークソング同好会のメンバーによるコーラスが収録されている。

## 再録ヴァージョン
1992年発売バラードベスト『Promised Love -THE ALFEE BALLAD SELECTION-』に「確かにFor You Love」が、2012年セルフカヴァー・ベスト『ALFEE GET REQUESTS』に「あなたの歌が聞こえる」、2014年『Alfee Get Requests! 2』に「SWEET HARD DREAMER」がそれぞれ再録された。

## 収録曲
| 全作曲: 高見沢俊彦。 |                          |                    |            |       |      |
| #                    | タイトル                 | 作詞               | 作曲・編曲 | 編曲  | 時間 |
| 1.                   | 「AFFECTION」            | 高見沢俊彦         | 高見沢俊彦 | ALFEE | 4:54 |
| 2.                   | 「真夏のストレンジャー」 | 高見沢俊彦・高橋研 | 高見沢俊彦 | ALFEE | 5:19 |
| 3.                   | 「あなたがそばにいれば」 | 高見沢俊彦         | 高見沢俊彦 | ALFEE | 4:58 |
| 4.                   | 「SWEET HARD DREAMER」   | 高見沢俊彦         | 高見沢俊彦 | ALFEE | 3:44 |

| #         | タイトル                             | 作詞       | 作曲・編曲 | 編曲              | 時間 |
| --------- | ------------------------------------ | ---------- | ---------- | ----------------- | ---- |
| 1.        | 「裏切りへの前奏曲（プレリュード）」 | 高見沢俊彦 |            | ALFEE with 井上鑑 | 5:04 |
| 2.        | 「SLOW DANCER」                      | 高見沢俊彦 |            | ALFEE             | 3:59 |
| 3.        | 「あなたの歌が聞こえる」             | 高見沢俊彦 |            | ALFEE with 井上鑑 | 4:45 |
| 4.        | 「恋の炎」                           | 高見沢俊彦 |            | ALFEE             | 5:09 |
| 5.        | 「確かにFor Your Love」              | 高見沢俊彦 |            | ALFEE             | 2:36 |
| 合計時間: | 合計時間:                            | 合計時間:  | 合計時間:  | 40:25             |      |

## クレジット
- Recording Producer：Takashi Tsubono
- Recording Director：Hiroshi Watanabe, Ryo Uemura
- Recording & Re-mixing Engineer：Keizoh Suzuki, Kazuya Yoshida
- Art Director：Kazutomi Nishimoto
- Photographer：Kazuhiro Kosugi, Kazunori Isaka
- Make-up：Kazuo Yamazaki
- Stylist：Hidei Mori, Yoko Takahashi

### アーティスト
- 高見沢俊彦：Vocal, Electric Gutair
- 坂崎幸之助：Vocal, 6 Strings & 12 Strings Gutair, Chromatic Harp
- 桜井賢：Vocal, Electric Bass

- 山石敬之：Keyboards
- 井上鑑：Keyboards（#5,7）
- 山木秀夫：Drums
- そうる透：Drums（#4）
- 浦田恵司：Synthesizer Manipulator

## 再発売
再発売は2回行われている
- 1990年10月17日
- 2009年3月18日
  - デビュー35周年に伴うもの